# Archichlora trygodes
Archichlora trygodes är en fjärilsart som beskrevs av Louis Beethoven Prout 1922. Archichlora trygodes ingår i släktet Archichlora och familjen mätare. Inga underarter finns listade i Catalogue of Life.